# Metopon
Metopon – organiczny związek chemiczny z grupy opiatów, który został wynaleziony w 1948 roku jako środek przeciwbólowy.
Metopon jest czasami używany w medycynie, jednak częściej używa się morfiny. Metopon ma jednak kilka zalet różniących go od innych, powszechnie stosowanych opioidowych leków przeciwbólowych, ma nieco mniejszą skłonność do wywoływania nudności i depresji oddechowej w porównaniu z morfiną.

Przeczytaj ostrzeżenie dotyczące informacji medycznych i pokrewnych zamieszczonych w Wikipedii.